# Martin Friedrich Jehle
Martin Friedrich Jehle (Ebingen, 3 januari 1914 - Tübingen, 14 november 1982) was een Duits pianobouwer, verzamelaar en publicist. Zijn muziekinstrumenten werden door klanten wereldwijd gekocht. Hij schreef over de geschiedenis en cultuurhistorie van pianobouw en zette de verzameling muziekinstrumenten van zijn vader en grootvader voort die sinds 1977 als Musikhistorische Sammlung Jehle wordt getoond in het slot van Lautlingen.

## Biografie
Jehle werd geboren als enige zoon van de orgelbouwer, componist, koorleider en muziekuitgever Johannes Jehle (1881-1935). Als tiener deed hij bij verschillende bedrijven praktijkervaring op in muziekinstrumentenbouw en daarnaast schoolde hij zich aan het conservatorium. Door ziekte van zijn vader ging hij in 1932 aan het werk als monteur voor toetseninstrumenten in diens bedrijf Musikhaus Johannes Jehle (opgericht 1907). In de jaren erop bond hij verschillende vakmensen aan het bedrijf. Ook kocht hij in deze jaren enkele historische muziekinstrumenten.
Vanaf augustus 1939 diende hij bij de Duitse Wehrmacht en op 9 april 1940 behoorde hij tot de militairen die Oslo innamen. Hier kocht hij ook een cello waarmee hij in de kazerne optrad. Ook zocht hij daar naar oude muziekinstrumenten. Op 10 november 1943 raakte hij gewond bij de Slag van Fastiv, huidig Oekraïne, wat het einde van zijn militaire dienst betekende.
Bij terugkeer in Duitsland vestigde hij zich in Tübingen. Hier ontwierp hij zijn eerste piano's. Na de oorlog nam hij de leiding van het bedrijf van zijn vader op zich. De indienstneming van zijn eerste leerling in 1949 geldt als de oprichtingsdatum van de  Pianofortefabrik Jehle. Hij bracht piano's en vleugels voort die in landen over de gehele wereld terecht zijn gekomen, zoals een kastvleugel die werd getoond tijdens de Frankfurter Muziekbeurs van 1967.
Ondertussen bouwde hij de muziekverzameling uit die zijn vader en grootvader waren begonnen. In 1948 gaf hij er zijn eerste tentoonstelling mee en vanaf 1964 werd zijn collectie permanent publiekelijk getoond op de bovenste verdieping van het raadhuis van Ebingen. In 1970 verkocht hij de collectie aan de stad die het sinds 1977 permanent tentoonstelt in het Slot Lautlingen, met de naam Musikhistorische Sammlung Jehle. Verder organiseerde hij concerten en gaf hij lezingen over muziekhistorische thema's.
In 1975 droeg hij de leiding van zijn fabriek over aan zijn zoon Peter. Hij schreef zes boeken en tientallen hoofdstukken voor andere boeken. De verschijning van zijn laatste boek, Württembergische Klavierbauer des 18. und 19. Jahrhunderts, maakte hij nog net voor zijn dood mee. Voor zijn regionale politieke betekenis voor de CDU ontving hij in 1956 de Adenauer-Gedenkmedaille. In 1980 werd hij onderscheiden met een Bundesverdienstkreuz.
In 1982 overleed hij in Tübingen op 68-jarige leeftijd.